# Berberis fortunei
Berberis fortunei är en berberisväxtart som beskrevs av John Lindley. Berberis fortunei ingår i släktet berberisar, och familjen berberisväxter. Inga underarter finns listade i Catalogue of Life.